# Wagyu

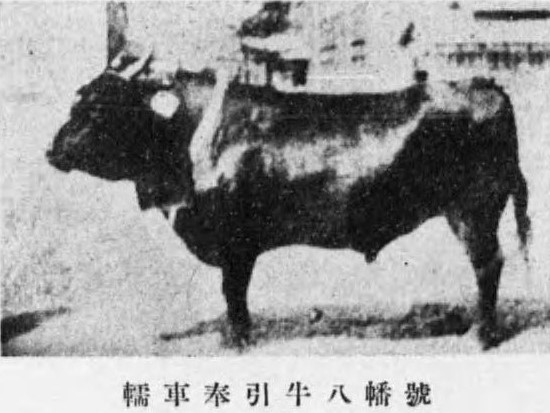
Wagyu em 1938

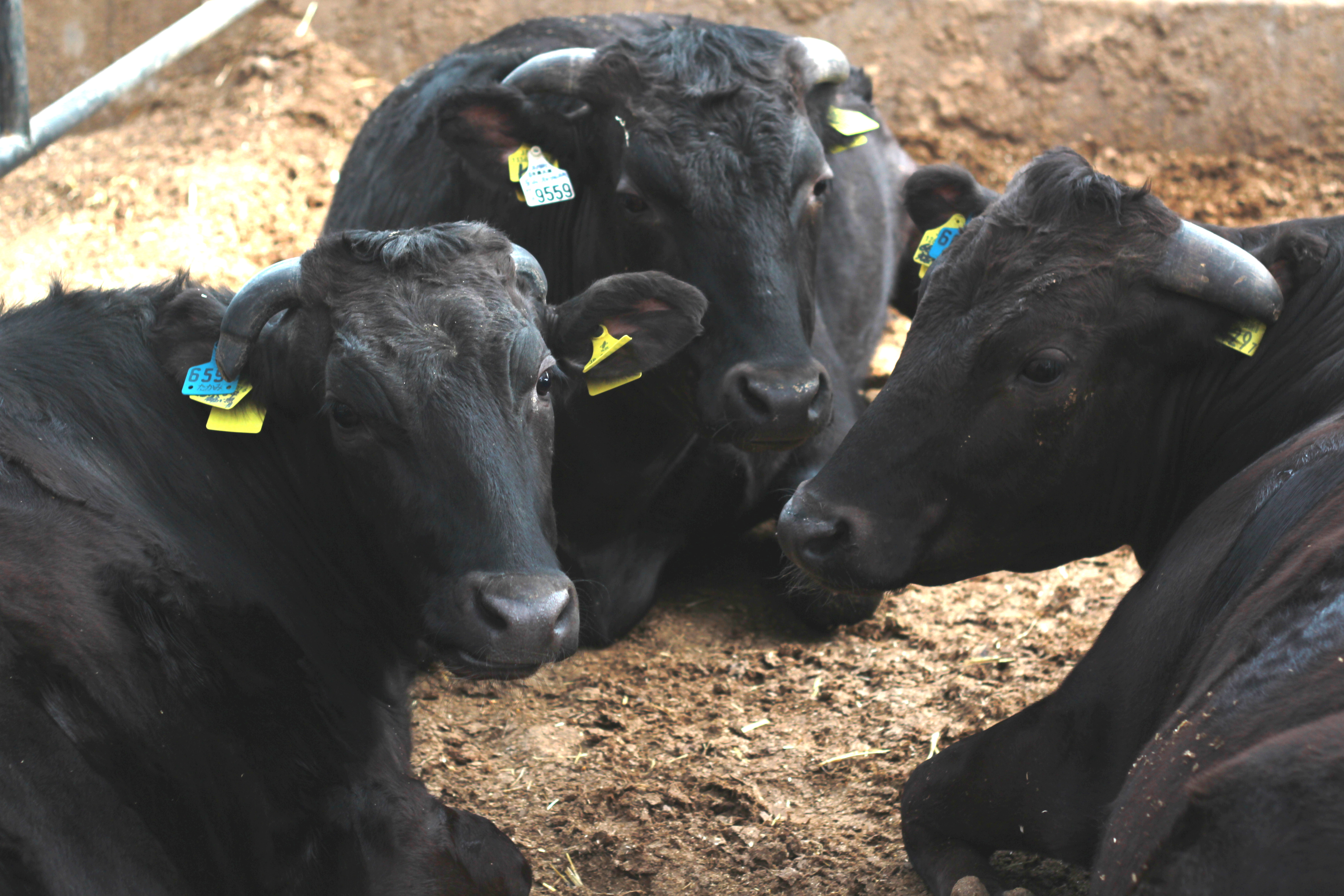
Gado japonês preto da linhagem Tajima em uma fazenda no norte da Prefeitura de Hyōgo

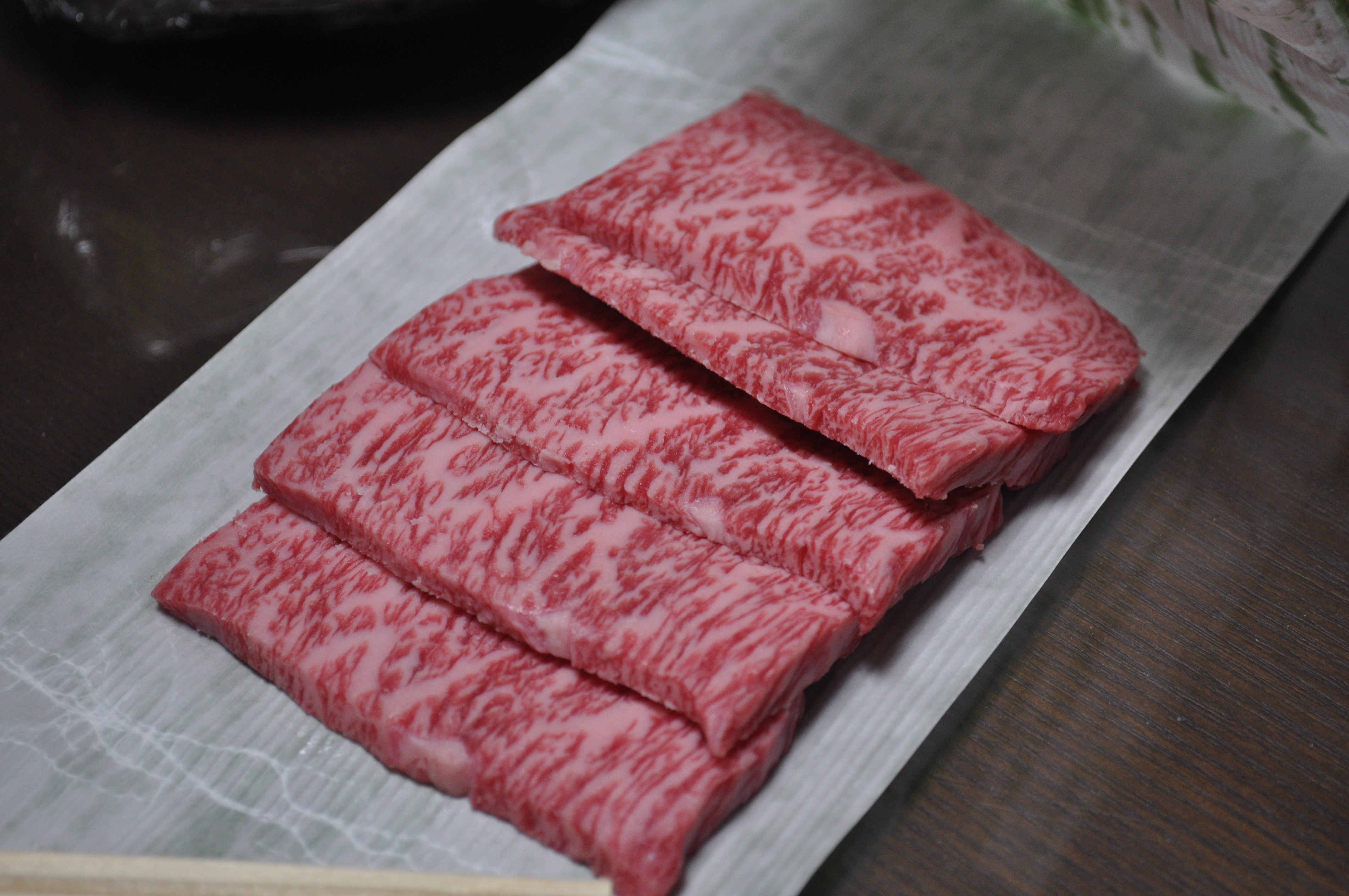
Bife Matsusaka wagyu fatiado de alta qualidade

Wagyu (和牛, Wa gyū, "gado japonês") é qualquer uma das quatro raças japonesas de gado de corte.
Em várias áreas do Japão, a carne Wagyu é enviada com nomes de áreas. Alguns exemplos são o bife Matsusaka, Bife Kobe, Bife Yonezawa, Bife Mishima, Bife Ōmi e Bife Sanda. Nos últimos anos, a carne Wagyu aumentou no percentual de gordura devido à diminuição no pastoreio e ao aumento no uso de ração, resultando em gado maior e mais gordo.

## História
Existem quatro raças de Wagyu:
- Preto Japonês (黒毛和種, Kuroge Washu )
- Pesquisado japonês (無角和種, Mukaku Washu )

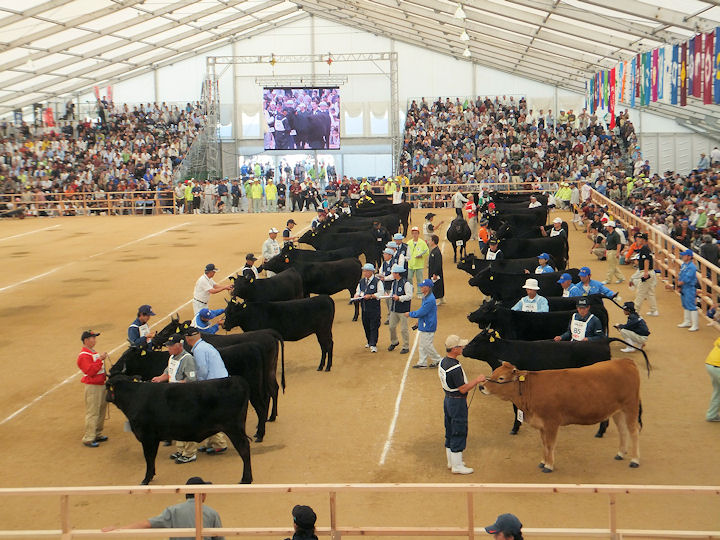
Show de Wagyu em Sasebo, Japão

- Castanho Japonês (褐毛和種, Akage Washu ou Akaushi )
- Shorthorn japonês (日本短角和種, Nihon Tankaku Washu ).[5][6]

Japanese Black compõe 90% de todo o gado engordado no Japão. As cepas de preto japonês incluem Tottori, Tajima, Shimane e Okayama. Japanese Brown, também conhecido como Japanese Red, é a outra raça principal; cepas incluem Kochi e Kumamoto. O Shorthorn japonês representa menos de um por cento de todo o gado no Japão. O wagyu, que, no Japão, chega a custar, em média, US$ 1.000 o quilo. No Brasil, onde as carnes menos nobres já pesam no bolso do consumidor, o preço médio do quilo é R$ 600, mas também pode ultrapassar R$ 1.000.

### Austrália

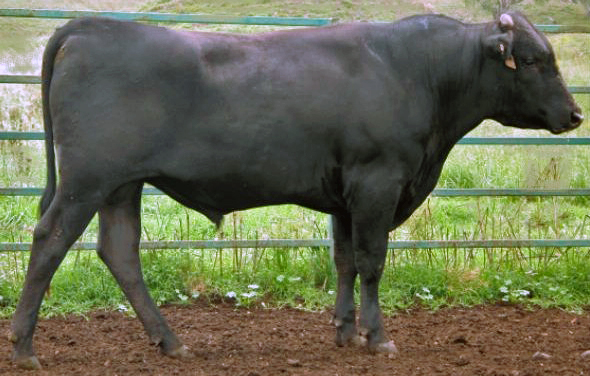
Um touro Wagyu na Austrália

A Australian Wagyu Association é a maior associação de raças fora do Japão. Tanto o gado puro quanto o cruzado Wagyu são criados na Austrália para os mercados interno e externo, incluindo Taiwan, China, Hong Kong, Cingapura, Malásia, Indonésia, Reino Unido, França, Alemanha, Dinamarca e os EUA O gado Wagyu australiano é alimentado com grãos nos últimos 300–500 dias de produção.  Wagyu criados na região de Margaret River, na Austrália Ocidental, também costumam ter vinho tinto adicionado à sua ração.

### Estados Unidos
Nos Estados Unidos, alguns bovinos Wagyu japoneses são criados com gado Aberdeen Angus. Este cruzamento foi denominado American Style Kobe Beef. Wagyu foi exibido pela primeira vez de forma competitiva no National Western Stock Show em 2012. Outros criadores de Wagyu dos EUA têm animais de sangue puro, descendentes diretos de linhagens japonesas originais, que são registrados pela American Wagyu Association.

### Canadá
A criação de gado Wagyu no Canadá surgiu depois de 1991, quando a Associação Canadense Wagyu foi formada. Gado e fazendas do estilo Wagyu no Canadá são encontrados em Alberta, Saskatchewan, Ontário, Quebec, Colúmbia Britânica e Ilha do Príncipe Eduardo. Os produtos canadenses da carne Wagyu são exportados para os EUA (incluindo Havaí), Austrália, Nova Zelândia e Europa.

### Reino Unido
Em 2008, um rebanho de gado Wagyu foi importado para North Yorkshire, com o primeiro produto sendo disponibilizado em 2011. Desde 2011, existem rebanhos Wagyu na Escócia.
A Wagyu Breeders Association Ltd foi fundada em julho de 2014.